# كيندرسلاي
كيندرسلاي هي بلدة، في كندا، تقع في ساسكاتشوان، بلغ عدد سكانها 4,678 نسمة وذلك حسب إحصائيات سنة 2011.

## الموقع
تشترك في الحدود مع:
- Major, Saskatchewan [الإنجليزية]‏.

## المناخ
يظهر الجدول التالي التغييرات المناخية على مدار السنة لكيندرسلاي:
| البيانات المناخية لـكيندرسلاي     | البيانات المناخية لـكيندرسلاي | البيانات المناخية لـكيندرسلاي | البيانات المناخية لـكيندرسلاي | البيانات المناخية لـكيندرسلاي | البيانات المناخية لـكيندرسلاي | البيانات المناخية لـكيندرسلاي | البيانات المناخية لـكيندرسلاي | البيانات المناخية لـكيندرسلاي | البيانات المناخية لـكيندرسلاي | البيانات المناخية لـكيندرسلاي | البيانات المناخية لـكيندرسلاي | البيانات المناخية لـكيندرسلاي | البيانات المناخية لـكيندرسلاي |
| الشهر                             | يناير                         | فبراير                        | مارس                          | أبريل                         | مايو                          | يونيو                         | يوليو                         | أغسطس                         | سبتمبر                        | أكتوبر                        | نوفمبر                        | ديسمبر                        | المعدل السنوي                 |
| --------------------------------- | ----------------------------- | ----------------------------- | ----------------------------- | ----------------------------- | ----------------------------- | ----------------------------- | ----------------------------- | ----------------------------- | ----------------------------- | ----------------------------- | ----------------------------- | ----------------------------- | ----------------------------- |
| الدرجة القصوى °م (°ف)             | 10.8 (51.4)                   | 10.7 (51.3)                   | 25.7 (78.3)                   | 34.4 (93.9)                   | 38.9 (102.0)                  | 40.6 (105.1)                  | 41.7 (107.1)                  | 40.0 (104.0)                  | 37.2 (99.0)                   | 32.8 (91.0)                   | 23.3 (73.9)                   | 12.9 (55.2)                   | 41.7 (107.1)                  |
| متوسط درجة الحرارة الكبرى °م (°ف) | −8.5 (16.7)                   | −6.2 (20.8)                   | 1.2 (34.2)                    | 11.6 (52.9)                   | 18.1 (64.6)                   | 22.1 (71.8)                   | 25.2 (77.4)                   | 24.6 (76.3)                   | 18.8 (65.8)                   | 10.9 (51.6)                   | −0.1 (31.8)                   | −6.8 (19.8)                   | 9.2 (48.6)                    |
| المتوسط اليومي °م (°ف)            | −13.8 (7.2)                   | −11.7 (10.9)                  | −4.1 (24.6)                   | 4.8 (40.6)                    | 11.0 (51.8)                   | 15.5 (59.9)                   | 18.1 (64.6)                   | 17.3 (63.1)                   | 11.6 (52.9)                   | 4.2 (39.6)                    | −5.3 (22.5)                   | −12.0 (10.4)                  | 3.0 (37.4)                    |
| متوسط درجة الحرارة الصغرى °م (°ف) | −19.0 (−2.2)                  | −17.0 (1.4)                   | −9.4 (15.1)                   | −2.1 (28.2)                   | 3.8 (38.8)                    | 8.8 (47.8)                    | 11.0 (51.8)                   | 10.0 (50.0)                   | 4.4 (39.9)                    | −2.5 (27.5)                   | −10.5 (13.1)                  | −17.1 (1.2)                   | −3.3 (26.1)                   |
| أدنى درجة حرارة °م (°ف)           | −45.0 (−49.0)                 | −43.4 (−46.1)                 | −37.2 (−35.0)                 | −30.0 (−22.0)                 | −15.6 (3.9)                   | −6.7 (19.9)                   | −4.4 (24.1)                   | −2.2 (28.0)                   | −12.2 (10.0)                  | −28.3 (−18.9)                 | −36.1 (−33.0)                 | −41.2 (−42.2)                 | −45.0 (−49.0)                 |
| الهطول مم (إنش)                   | 10.9 (0.43)                   | 7.4 (0.29)                    | 11.7 (0.46)                   | 23.5 (0.93)                   | 40.3 (1.59)                   | 67.0 (2.64)                   | 55.8 (2.20)                   | 43.9 (1.73)                   | 28.8 (1.13)                   | 12.8 (0.50)                   | 10.7 (0.42)                   | 12.4 (0.49)                   | 325.1 (12.80)                 |
| معدل هطول الأمطار مم (إنش)        | 0.4 (0.02)                    | 0.2 (0.01)                    | 1.7 (0.07)                    | 15.6 (0.61)                   | 38.3 (1.51)                   | 67.0 (2.64)                   | 55.8 (2.20)                   | 43.9 (1.73)                   | 28.5 (1.12)                   | 8.0 (0.31)                    | 1.9 (0.07)                    | 0.2 (0.01)                    | 261.2 (10.28)                 |
| متوسط تساقط الثلوج سم (إنش)       | 15.6 (6.1)                    | 10.3 (4.1)                    | 12.9 (5.1)                    | 9.5 (3.7)                     | 2.1 (0.8)                     | 0.0 (0.0)                     | 0.0 (0.0)                     | 0.0 (0.0)                     | 0.8 (0.3)                     | 6.3 (2.5)                     | 12.3 (4.8)                    | 17.2 (6.8)                    | 86.9 (34.2)                   |
| ساعات سطوع الشمس الشهرية          | 103.5                         | 132.3                         | 177.1                         | 231.6                         | 276.6                         | 276.8                         | 335.7                         | 291.6                         | 223.3                         | 169.1                         | 106.2                         | 92.4                          | 2٬416٫3                       |
| نسبة وصول أشعة الشمس              | 39.8                          | 46.9                          | 48.2                          | 55.8                          | 57.2                          | 55.8                          | 67.2                          | 64.4                          | 58.7                          | 50.9                          | 39.7                          | 37.6                          | 51.8                          |
| المصدر: Environment Canada        |                               |                               |                               |                               |                               |                               |                               |                               |                               |                               |                               |                               |                               |

## أعلام
- ديف لويس
- بليك إيفانز
- تروي شفاب
- ديك ميسنر
- ديريك دورست